# FCA Heritage
Stellantis Heritage è il dipartimento di Stellantis dedicato alla tutela, la divulgazione e la promozione del patrimonio storico, automobilistico e archivistico dei marchi italiani: Alfa Romeo, Fiat, Lancia e Abarth. È stato fondato a Torino nel 2015 per coordinare tutte le realtà che, fino a quel momento, si erano occupate singolarmente di valorizzare il patrimonio storico e culturale dei marchi confluiti nella società automobilistica italo americana Fiat Chrysler Automobiles.
 

## Storia

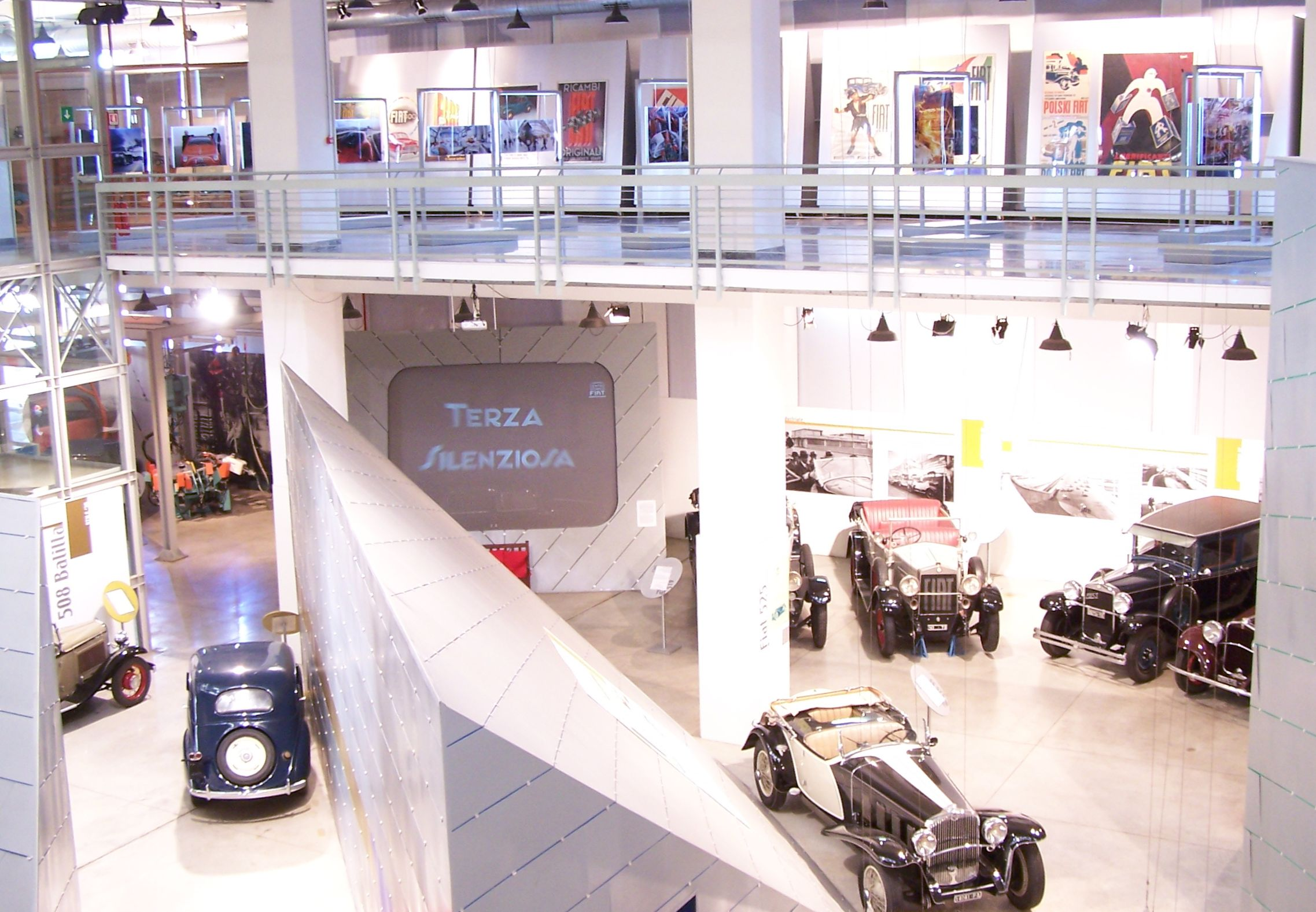
Panoramica del Centro Storico Fiat, inaugurato nel 1963.

Negli anni sessanta e settanta del Novecento diverse Case automobilistiche italiane (successivamente confluite nel Gruppo FCA) hanno avviato programmi di tutela e valorizzazione del proprio patrimonio storico, che hanno portato all'inaugurazione a Torino del Centro Storico Fiat nel 1963 e, successivamente, del Museo Lancia nel 1971. Pochi anni dopo, nel 1976, apriva ad Arese il Museo Storico Alfa Romeo. Sia il Museo Alfa Romeo che il Centro Storico Fiat sono tuttora esistenti ed ospitano le collezioni automobilistiche e gli archivi storici dei rispettivi marchi, raccolte documentali che includono disegni tecnici e progetti, materiali di comunicazione, documentazione finanziaria e industriale, filmati e immagini.
Negli stessi anni in cui aprono i musei aziendali, Fiat acquisisce l'Autobianchi nel 1968, la Ferrari e la Lancia nel 1969, l'Abarth nel 1971, l'Alfa Romeo nel 1986 e infine la Innocenti e la Maserati nel 1990. Nel 2007 il Museo Lancia - situato in Borgo San Paolo a Torino -  viene chiuso e le vetture che compongono la collezione storica del marchio sono trasferite a Beinasco in un edificio industriale appartenente al Gruppo Fiat.
Negli anni duemila il marchio Abarth viene rilanciato attribuendogli autonomia operativa e anche per questo si avvia un'operazione di valorizzazione del patrimonio storico: la collezione di vetture storiche da record e da rally della Casa dello Scorpione viene esposta presso la nuova sede dell'Abarth - all'interno del comprensorio industriale di Mirafiori - e in parallelo vengono attivati i servizi di certificazione e restauro dedicati alle auto d'epoca del marchio.
Nel 2014 Fiat S.p.A. e Chrysler Group si fondono nel Gruppo FCA e l'anno successivo nasce FCA Heritage, che estende l'iniziativa di Abarth ai marchi Alfa Romeo, Fiat, Lancia. A capo di FCA Heritage viene nominato Roberto Giolito, designer automobilistico, già responsabile del Centro Stile Fiat e padre della Fiat Multipla e della Fiat 500 (312).

## Collocazione

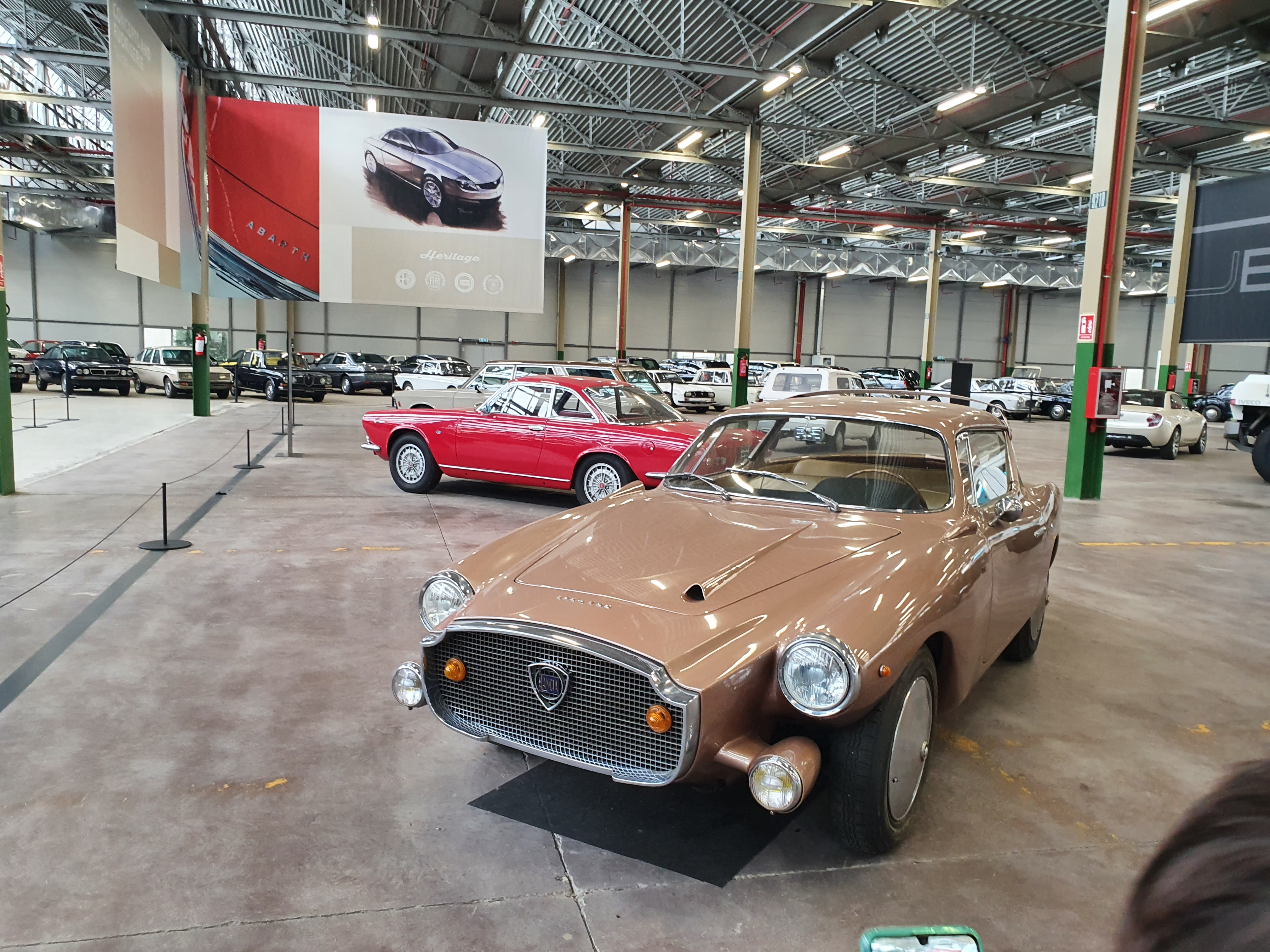
La sede Heritage Hub presso l'Officina 81 di Mirafiori.

Nel 2019 il dipartimento si stabilisce nella sua sede operativa, denominata "Heritage HUB", uno spazio polifunzionale sito nella storica Officina 81, uno degli impianti di produzione meccanica Fiat all'interno dello stabilimento di Mirafiori.
I 15.000 mq di superficie del padiglione ospitano gli uffici del personale, un'area centrale dedicata a meeting e workshop, la vetrina del servizio di vendita di vetture storiche, la mostra che celebra gli 80 anni dello stabilimento di Mirafiori e una parte della collezione aziendale di vetture storiche, più di 300 esemplari d'epoca dei marchi Fiat, Abarth e in minor parte Alfa Romeo, Lancia. Delle 300 vetture esposte in Heritage HUB, 64 sono protagoniste di 8 aree tematiche, ciascuna composta da 8 modelli.
Oltre le 300 vetture presenti in Hub, la collezione di FCA Heritage si compone anche delle circa 30 auto storiche Fiat esposte al Centro Storico Fiat e delle oltre 250 Alfa Romeo custodite presso il Museo Storico di Arese.

## Attività e servizi
FCA Heritage opera per tutelare il patrimonio storico dei marchi del Gruppo, occupandosi del restauro e della manutenzione periodica delle vetture che compongono la collezione aziendale. FCA Heritage ha inoltre individuato e mappato tutti i club ufficiali Alfa Romeo, Fiat, Lancia e Abarth e partecipa ufficialmente a rassegne internazionali dedicate alle auto d’epoca, dai concorsi di eleganza alle competizioni, dai raduni storici ai saloni specializzati, tra cui Goodwood Festival of Speed, Rétromobile, il Salone dell'automobile di Ginevra, la Mille Miglia, la Cesana-Sestriere e la Targa Florio.
FCA Heritage ha donato al MOMA di New York un esemplare di Fiat 500 F e ha rapporti con il Victoria and Albert Museum di Londra, il Triennale Design Museum di Milano, il Musée National de la Voiture di Compiègne e ancora il Technik Museum di Sinsheim che ha dedicato alla storia dell’Alfa Romeo la mostra inaugurale della sua nuova area espositiva nel 2019.
Ai proprietari di vetture d'epoca Alfa Romeo, Fiat, Lancia ed Abarth offre diversi servizi fra cui la certificazione di autenticità, il certificato di origine e un servizio di restauro e riparazione delle vetture d'epoca, di cui fa anche compravendita.